# Губно-губной абруптивный согласный
Губно-губной абруптивный согласный — согласный звук, встречающийся в некоторых языках. МФА передаёт этот звук символом pʼ, что эквивалентно p_> в X-SAMPA.

## Примеры
| Язык                 | Язык                 | Слово   | МФА                    | Значение    | Примечания                                                  |
| -------------------- | -------------------- | ------- | ---------------------- | ----------- | ----------------------------------------------------------- |
| Адыгейский           | Адыгейский           | пӏакӏэ  | МФА: [pʼaːt͡ʃʼa]о файле | 'тонкий'    |                                                             |
| Армянский            | Ереванский диалект   | պոչ     | [pʼotʃʰ]               | 'хвост'     | Соответствует [p⁼] в других восточных диалектах армянского. |
| Грузинский           | Грузинский           | პაემანი | [pʼaɛmani]             | 'встреча'   |                                                             |
| Хайда                | Хайда                | ttappad | [tʼapʼat]              | 'разбивать' |                                                             |
| Кабардино-черкесский | Кабардино-черкесский | цӏапӏэ  | МФА: [t͡sʼaːpʼa]о файле | 'бедный'    |                                                             |
| Осетинский           | Осетинский           | пъовыр  | [ˈpʼovɪ̈r]              | 'повар'     |                                                             |
| Амхарский            | Амхарский            | ጴጥሮስ    | [pʼetʼros]             | 'Пётр'      |                                                             |
| Не-персе             | Не-персе             | p’íłin  | [ˈpʼiɬin]              | 'дыра'      |                                                             |